# Жугич, Комнен
Комнен Жугич (серб. Комнен Жугић / Komnen Žugić; 11 февраля 1922, Новаковичи — 11 июня 1946, Белград) — югославский военный (подполковник), участник Народно-освободительной войны Югославии, Народный герой Югославии.

## Биография
Родился 11 февраля 1922 года в селе Новаковичи близ Жабляка. Окончил начальную школу в родном селе, позднее работал землепашцем. Спустя некоторое время поступил в среднюю школу в Баре, где, будучи учеником четвёртого класса, встретил войну. За год до войны вступил в Союз коммунистической молодёжи Югославии.
В 1941 году Жугич вступил в партизанское подполье после начала войны. Принял участие в черногорском восстании 13 июля. В начале 1942 года вступил в молодёжный батальон Комского партизанского отряда, который воевал против четников Павле Джуришича. В июне 1942 года батальон вошёл в состав 1-й пролетарской ударной бригады; вскоре Комнен был принят и в партию.
После битвы на Сутьеске Комнен занял должность политрука и руководителя политотдела всей бригады, занимал эти должности до конца войны. Службу в армии продолжил и после завершения боевых действий, дослужившись до воинского звания подполковника.
11 июня 1946 скоропостижно умер в Белграде. 27 ноября 1953 посмертно был награждён Орденом и званием Народного героя Югославии (также был награждён медалью Партизанской памяти 1941 года).